# San Nicolas (Ilocos Norte)
San Nicolas è una municipalità di quarta classe delle Filippine, situata nella Provincia di Ilocos Norte, nella Regione di Ilocos.
San Nicolas è formata da 24 baranggay:
- San Agustin
- San Baltazar (Pob.)
- San Bartolome (Pob.)
- San Cayetano (Pob.)
- San Eugenio (Pob.)
- San Fernando (Pob.)
- San Francisco (Pob.)
- San Gregorio (Pob.)
- San Guillermo
- San Ildefonso (Pob.)
- San Jose (Pob.)
- San Juan Bautista (Pob.)

- San Lorenzo
- San Lucas (Pob.)
- San Marcos (Payas)
- San Miguel (Pob.)
- San Pablo
- San Paulo (Pob.)
- San Pedro (Bingao)
- San Rufino (Pob.)
- San Silvestre (Pob.)
- Santa Asuncion (Samac)
- Santa Cecilia (Barabar)
- Santa Monica (Nagrebcan)